# Маунт-Плезант (Южная Каролина)
Маунт-Плезант (англ. Mount Pleasant) — город в округе Чарльстон, Южная Каролина, США. Это четвёртый по численности населения город в Южной Каролине и Лоукантри. В течение нескольких лет Маунт-Плезант был одним из самых быстрорастущих населённых пунктов штата, его население увеличилось вдвое в период с 1990 по 2000 год. По переписи 2020 года население Маунт-Плезанта составляло 90 801 человек. На лето 2024 года количество населения города оценивалось в 96 567 человек. Маунт-Плезант является частью большой агломерации Чарльстона.
Близ моста Артура Рэвенела расположен военно-морской музей Патриотс-Пойнт, где с 1975 года находится авианосец времён Второй мировой войны «Йорктаун», который стал здесь кораблём-музеем. «Йорктаун» является одной из самых знаменитых и популярных туристических достопримечательностей Южной Каролины.
Мост Рэвенела, введённый в эксплуатацию в 2005 году, имеет восемь полос для автомобильного движения. Он стал одним из самых длинных вантовых мостов в Западном полушарии. Маунт-Плезант получил по нему транспортное сообщение с федеральной трассой 17. Мост заменил два старых моста, 1929 и 1966 годов постройки. Мост Артура Рэвенела пересёк устье реки Купер и гавань, надёжно связав Маунт-Плезант с городом Чарльстон.

## История
Территория Маунт-Плезанта изначально была заселена индейской народностью сьюи, из группы племён носителей алгонкинского языка. Первые европейские поселенцы прибыли из Англии 6 июля 1680 года под руководством капитана Флорентия О’Салливана. Капитану О’Салливану было предоставлено 2340 акров (950 га) земель, включая не только остров, позже названным в его честь, но и участок будущего Маунт-Плезанта. На самой ранней карте того времени эта локация называлась «Северной точкой».
В 1696 году прибыл 51 новый поселенец. Каждой семье было выделено несколько сотен акров территории, которая стала известна как церковь Крайст-Черч. В 1706 году поселенцы провинции Каролина отразили несколько атак испанцев и французов из их поселений на юге и одержали победу, разгромив французов в районе, известном как «Абкау».
Районом «Абкау» была плантация Хобкау, расположенная между Шем-Крик и рекой Вандо. Позже он был также известен как Плантация Верфи. Доступ к глубокой воде и обилие качественной древесины сделали его идеальной локацией для развития успешного судостроительного предприятия. Земли прилегающие к Хобко-Пойнт, в разное время принадлежали нескольким различным английским семьям, многие из которых содержали паромы, которые обслуживали Маунт-Плезант и Чарльстон. К 1721 году в приходе Крайст-Черч проживало 107 семей, в том числе 400 белых жителей и 637 рабов. Поскольку эта территория была занята большими плантациями, порабощенные афроамериканцы составляли основную рабочую силу местного сообщества. Большую часть населения города в XIX и начале XX веков составляли афроамериканцы.
В 1754 году плантатор Чарльз Пинкни приобрел земли площадью 715 акров, на которой выращивались культуры риса и индиго. Они стали известны как ферма Сни. Его сын Чарльз продолжил дело отца до 1817 года. В течение всего XIX века ферма использовалась как плантация.
24 сентября 1860 года в Маунт-Плезанте состоялось общественное собрание, в результате была принята первая в штате резолюция о сецессии от северных штатов. Съезд активистов выхода из состава США собрался в Чарльстоне 20 декабря 1860 года. С началом Гражданской войны в США батарея Герри и соседняя плавучая батарея, курсирующая между Маунт-Плезант и островом Салливана, сыграли важную роль в защите города. Они также стали базами для Сражения за форт Самтер. Город защищала линия укреплений от Эллиотс-Крик в Бун-Холле до Копахи-Саунд. Маунт-Плезант был секретным тренировочным полигоном для экипажа из девяти человек подводной лодки Конфедерации «H. L. Hunley». Лодка была спущена на воду в заливе Брич в 1864 году. Она атаковала и потопила корабль северян «Housatonic», но при этом затонула сама.

## География
Маунт-Плезант расположен в центральной части округа Чарльстон, на восточной стороне гавани Чарльстона, рядом с устьем приливной реки Вандо. Город Маунт-Плезант граничит на юге с городом Салливанс-Айлендом, а на западе и северо-западе, через гавань и реку, с городом Чарльстон. Со временем границы города продвинулись на северо-восток от района Старой деревни на 39 км вдоль федеральной трассы 17 почти до города Авендо.
Маунт-Плезант отделен от Чарльстона рекой Купер. В течение многих лет город был заселен в основном на сезонной основе жителями Чарльстона, достаточно богатыми, чтобы позволить себе летние дома через реку от полуострова Чарльстон. Сюда они отправлялись, чтобы избежать жарких летних сезоны в условиях большого города. Население Маунт-Плезанта было сосредоточено в «Старой деревне».
По данным Бюро переписи населения США, город имеет общую площадь 151,9 км², из которых 128,3 км² занимает суша и 23,6 км² (15,53 %) — вода.

## Демография

### 2010 год
По переписи 2010 года в городе проживало 67 843 человека, в составе 19 025 домашних хозяйств и 12 860 семей. Плотность населения составила 438,8 человека на км². В городе было 20 197 единиц жилья со средней плотностью 186,1 человека на км².
Расовый состав города составлял 90,17 % белых; 7,25 % афроамериканцев; 0,17 % коренных американцев; 1,18 % азиатов; 0,02 % жителей островов Тихого океана; 0,39 % представителей других рас и 0,82 % представителей двух или более рас. Латиноамериканцы составляли 1,33 % населения. Из 19 025 домохозяйств в 33,9 % проживали дети в возрасте до 18 лет, 56,9 % составляли супружеские пары, живущие вместе, 8,3 % имели домохозяйку без мужа и 32,4 % не были семейными. 24,1 % всех домохозяйств состояли из отдельных лиц, а в 6,0 % проживали одиночки в возрасте от 65 лет и старше.
Средний размер домохозяйства составлял 2,47 человека, а средний размер семьи — 2,99 человека. В городе возрастное распределение населения следующее: 25,1 % жителей моложе 18 лет; 6,5 % от 18 до 24 лет; 35,3 % от 25 до 44 лет; 22,8 % от 45 до 64 лет и 10,3 % людей в возрасте 65 лет и старше. Средний возраст жителя Маунт-Плезанта составил 36 лет. На каждые 100 женщин приходилось 92 мужчины. На каждые 100 взрослых женщин приходилось 88,3 взрослых мужчин. Средний доход семьи в городе составлял 61 054 доллара, а средний доход семьи — 71 165 долларов. Средний доход мужчин составлял 50 673 доллара против 31 640 долларов у женщин. Доход на душу населения в городе составил 30 823 доллара. Около 3,2 % семей и 5,0 % населения находились за чертой бедности, в том числе 5,3 % лиц в возрасте до 18 лет и 6,6 % лиц в возрасте 65 лет и старше.

### 2020 год
По данным переписи 2020 года в городе проживало 90 801 человек в составе 36 111 домохозяйств и 24 203 семей.
Расовый состав на 2020 год
- Белые — 87,53 %
- Афроамериканцы — 3,29 %
- Коренные американцы — 0,13 %
- Азиаты — 2,22 %
- Латиноамериканцы — 3,56 %
- Две и более расы — 0,27 %
- Прочие расы — 2,97 %

## Мосты
Пешеходный мост из досок и бочек, позже известный как мост Питт-стрит, был построен в районе Старой деревни Маунт-Плезанта в 1864 году. Он использовался экипажем подлодки Hunley. Причём на этом месте уже были остовы старого моста, который шёл до острова Салливана и остров Палмс, который использовался во время битвы в 1776 году.
Новый курорт на острове Палмс стал главным стимулом для постройки нового моста Питт-стрит, через остров Салливана, на остров Палмс в 1898 году. С момента открытия тысячи людей ежедневно приезжали на троллейбусе на остров Палмс, лежащий к югу от города. По сей день несколько улиц острова Салливана названы в честь троллейбусных остановок. Троллейбусный мост служил с 1898 по 1927 год. В 1927 году мост из троллейбусного стал автомобильным. В 1950 году округ Чарльстон передал мост городу Маунт-Плезант, и он был преобразован в рыбацкий пирс. Скоро мост сгорел, но его сваи видны до сих пор.
В 1929 году был построен стальной двухполосный подъемный платный «Мемориальный мост Грейс» из Чарльстона в Маунт-Плезант. Мост пересекал бухту через Таун-Крик, реку Купер и необитаемый остров Драм. Второй, более крупный, мост имени Сайласа Н. Пирмана был построен параллельно и открылся в 1966 году. Вместе они стали парой Cooper River Bridges и прослужили до 2005 года.
16 июля 2005 года восьмиполосный мост имени Артура Рэвенела стоимостью 700 миллионов долларов открылся для автомобильного движения, заменив два старых моста. Это один из самых длинных вантовых мостов в Западном полушарии. За неделю до официального открытия нового моста, по нему разрешили движение пешеходам и раздали первопроходцам памятные монеты. Также частью церемонии перед официальным открытием стал праздничный салют. Несколько отреставрированных фордов модели А, того же времени создания, что и «Мемориальный мост Грейс», в последний раз пересекли старые мосты. Мосты Cooper River Bridges сносили взрывчаткой вплоть до лета 2006 года.
В 2004 году Маунт-Плезант стал одним из первых муниципалитетов в Соединённых Штатах, принявших постановление о «предварительной плате перед закачкой бензина». Целью проекта было сокращение хищений бензина, сопровождавших рост цен.

## Достопримечательности
Военно-морской музей Патриотс-Пойнт расположен в устье реки Купер в гавани Чарльстона, напротив Чарльстона. Музей родился из идеи бывшего военно-морского офицера Чарльза Ф. Хаятта построить главную туристическую достопримечательность Чарльстона и Маунт-Плезанта, на месте, которое ранее служило для сбора грунта, сбрасываемого драгами. Первоначальные планы музея предусматривали лишь строительство большого здания на берегу для демонстрации экспонатов, связанных с историей малых боевых кораблей ВМС США, но затем они были радикально расширены. 
27 июня 1970 года авианосец «Йорктаун» был выведен из эксплуатации и находился на консервации следующие четыре года. В 1974 году было получено одобрение для передачи корабля в дар музею Патриотс-Пойнт. Сюда на последнюю стоянку, в июне 1975 года из порта города Бейонн штата Нью-Джерси, был отбуксирован авианосец «Йорктаун». 13 октября 1975 года, на день 200-летия ВМС США, плавучий музей «USS Yorktown» был открыт официально. В 1986 USS Yorktown получил статус национального исторического памятника США.
Эсминец Laffey был передан в музей в 1978 году. Музей был снова расширен в 1981 году с добавлением подводной лодки «Clamagore» в мае. В октябре того же года в музей пришёл атомоход «Саванна» (судно было перемещено в 1994 году из Маунт-Плезанта в Балтимор). Корабль береговой охраны «Comanche» был приобретён в 1984 году (в 1989 году заменён кораблём «Ingham»).

## Галерея
- Мост Артура Рэвенела[англ.]
- Авианосец «Йорктаун» на фоне вант моста
- Тральщик ВМС США «USS Venture» в сухом доке, Маунт-Плезант, 1962 год
- Прибрежные районы города
- Главная усадьба Бун-Холла[англ.]
- Вид на мост и музей ВМФ
- Шем-Крик[англ.]
- Мост Артура Рэвенела на закате